# 孫過庭

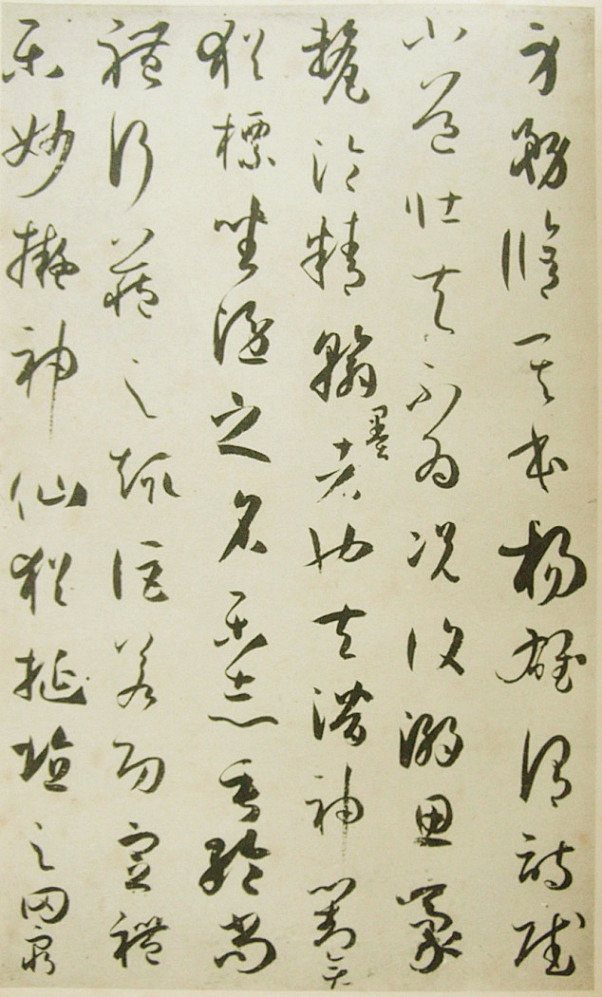
『書譜』（部分） 孫過庭筆

孫 過庭（そん かてい、648年 - 703年）は、初唐の能書家として著名。富陽（浙江省）の人で、字を虔礼（けんれい）という。

## 経歴・業績
官は率府録事参軍になった。孫過庭の墓誌に記されたところによると、40歳ごろに任官したが讒言を受けて退き、貧困と病苦のなかに洛陽の植業里で没したとある。
書は二王を学び、臨模にすぐれ草書を得意とした。『書譜』・『草書千字文』はその代表作である。

## 代表作

### 書譜
『書譜』（しょふ）は垂拱3年（687年）、孫過庭自ら著した書論（運筆論）で、著者自身が書いた真跡が台北国立故宮博物院に所蔵されている。最初の行に「書譜巻上　呉郡孫過庭撰」、最後の行に「垂拱三年写記」とあり、全文369行で3727字ある。巻の前後には「政和」・「宣和」・「双龍」の印があるが、これは徽宗の鑑蔵印である。
『書譜』は王羲之の『十七帖』とともに草書の代表的な古典である。孫過庭は王羲之の書法を継承し、さらにその書法を発展させた。いまもなお『書譜』が重要とされるのは、王法の忠実な継承作であるとともに、書論としての内容の見識の高さにある。その内容は、王羲之をはじめとする書人の比較、過去の書論の批判、書の本質、書の表現方法など多岐にわたるが、すべて書家としての経験からの論である。最後に「体得したことを秘することはしない。」と記し論を終えている。
巻尾に、「今、撰して六篇とし、分かちて両巻となす。」とあるが、巻頭に「書譜巻上」とあって「巻下」という標題がないため、この他に巻下があったのかどうか学者の間に論議をよんだ。最近の学説では、「今は1巻につなげられているが、もとは2巻に分装されていた。」と見られている。これについて西林昭一は以下のように述べている。

現行書譜全篇で完全に6章より構成されている。その分段と各篇の主意は私見によれば次のとおりである。
- 巻上
  - 第1篇 … 王羲之を典型とする四賢の優劣論
  - 第2篇 … 書の本質と価値
  - 第3篇 … 六朝以来の書論

- 巻下
  - 第4篇 … 執使用転の説および王書の価値
  - 第5篇 … 書表現の基盤と段階
  - 第6篇 … 書の妙境と俗眼への批判
  - 跋語 … 書譜述作の趣意

刻本
『書譜』の刻本としては、宋刻の薛氏本（せつしぼん）・太清楼帖本（たいせいろうじょうぼん）、明刻の停雲館帖本（ていうんかんじょうぼん）・玉煙堂帖本（ぎょくえんどうじょうぼん）、清刻の安麓村本（あんろくそんぼん）・三希堂法帖本（さんきどうほうじょうぼん）などがある。
薛氏本は、元祐2年（1087年）、河東の薛紹彭が刻したので元祐本（げんゆうぼん）の異称がある。徽宗の大観3年（1109年）に『大観帖』が完成したころに、書譜と十七帖も刻して『秘閣続帖』全10巻とともに『太清楼帖』22巻とした。明に入って『停雲館帖』・『玉煙堂帖』に刻入されたが、『停雲館帖』では前半を太清楼帖本から取り、後半を真跡本から取っている。清朝になって安岐が真跡本全巻を得て、天津で刻したのが安麓村本（天津本とも）である。真跡はその後、乾隆帝の内府に蔵され、更に『三希堂法帖』に刻入された。

### 草書千字文
垂拱2年（686年）の書で、『余清斎帖』と『墨妙軒帖』に収録されている。余清斎帖本は、本文98行で、最初の行に「千字文」と標題し、最後の行に「垂拱二年写記　過庭」の款記がある。字大は2cm強。
余清斎帖本の作者である呉廷（ご てい、書画商人）は、「唐代には、これに勝る草法はない。」と絶賛しているが、米芾などは、「その書ははるかに書譜に及ばない。」と言っている。別人のような筆跡でもあり、孫過庭の書であるか疑問もある。また、唐人の臨写本とされている別の草書千字文「千字文第五本」が遼寧省博物館に所蔵されている。